# Nathan Silva
Nathanael Ananias da Silva, detto Nathan (Oliveira, 6 maggio 1997), è un calciatore brasiliano, difensore del Pumas UNAM.

## Caratteristiche tecniche
È un difensore centrale che può giocare anche da mediano.

## Carriera
Cresciuto nel settore giovanile dell'Atlético Mineiro, ha  esordito in prima squadra il 9 aprile 2017 giocando l'incontro del Campionato Mineiro perso 2-1 contro il Caldense. Il 22 febbraio 2018 è stato ceduto in prestito al Ponte Preta, con cui è rimasto per due stagioni collezionando 54 presenze e due reti fra Série B, Campionato Paulista e Coppa del Brasile. Dopo aver giocato sei mesi all'Atl. Goianiense, il 15 gennaio 2020 è stato ceduto, nuovamente in prestito, al Coritiba. l'8 ottobre seguente ha segnato la sua prima rete nel Brasileirão nel corso dell'incontro perso 2-1 contro il Grêmio.

## Statistiche
Statistiche aggiornate al 4 ottobre 2020.

### Presenze e reti nei club
| Stagione           | Squadra            | Campionato         | Campionato | Campionato | Coppe nazionali | Coppe nazionali | Coppe nazionali | Coppe continentali | Coppe continentali | Coppe continentali | Altre coppe | Altre coppe | Altre coppe | Totale | Totale | Totale |
| Stagione           | Squadra            | Comp               | Pres       | Reti       | Comp            | Pres            | Reti            | Comp               | Pres               | Reti               | Comp        | Pres        | Reti        | Pres   | Reti   |        |
| ------------------ | ------------------ | ------------------ | ---------- | ---------- | --------------- | --------------- | --------------- | ------------------ | ------------------ | ------------------ | ----------- | ----------- | ----------- | ------ | ------ | ------ |
| 2017               | Atlético Mineiro   | M1/MG+A            | 1+0        | 0          | CB              | 0               | 0               |                    | -                  | -                  |             | -           | -           | 1      | 0      |        |
| 2018               | Ponte Preta        | A1/SP+B            | 6+29       | 0+1        | CB              | 4               | 0               |                    | -                  | -                  |             | -           | -           | 39     | 1      |        |
| 2019               | Ponte Preta        | A1/SP+B            | 12+2       | 1+0        | CB              | 1               | 0               |                    | -                  | -                  |             | -           | -           | 15     | 1      |        |
| Totale Ponte Preta | Totale Ponte Preta | Totale Ponte Preta | 49         | 2          |                 | 5               | 0               |                    | -                  | -                  |             | -           | -           | 54     | 2      |        |
| 2019               | Atl. Goianiense    | PD/GO+B            | 0+16       | 0          | CB              | 0               | 0               |                    | -                  | -                  |             | -           | -           | 16     | 0      |        |
| 2020               | Coritiba           | A1/PR+A            | 8+19       | 0+1        | CB              | 0               | 0               |                    | -                  | -                  |             | -           | -           | 27     | 1      |        |
| 2021               | Atl. Goianiense    | PD/GO+A            | 6+6        | 0+1        | CB              | 4               | 0               | CS                 | 6                  | 0                  |             | -           | -           | 22     | 1      |        |
| 2021               | Atlético Mineiro   | M1/MG+A            | 0+28       | 3          | CB              | 0               | 0               | CL                 | 6                  | 0                  |             | -           | -           | 34     | 3      |        |
| 2022               | Atlético Mineiro   | M1/MG+A            | 8+22       | 0          | CB              | 2               | 0               | CL                 | 9                  | 0                  | SB          | 1           | 0           | 42     | 0      |        |
| 2023               | Atlético Mineiro   | M1/MG+A            | 7+4        | 0          | CB              | 2               | 0               | CL                 | 5                  | 0                  |             | -           | -           | 18     | 0      |        |
| 2023-2024          | Pumas UNAM         | LMX                | 3          | 0          |                 | -               | -               |                    | -                  | -                  | LC          | 3           | 1           | 6      | 1      |        |
| Totale carriera    | Totale carriera    | Totale carriera    | 177        | 7          |                 | 13              | 0               |                    | 26                 | 0                  |             | 4           | 1           | 220    | 8      |        |

## Palmarès

### Club

#### Competizioni statali
- Campionato Mineiro: 3

Atlético Mineiro: 2017, 2022, 2023

#### Competizioni nazionali
- Campionato brasiliano: 1

Atlético Mineiro: 2021
- Coppa del Brasile: 1

Atlético Mineiro: 2021
- Supercoppa del Brasile: 1

Atlético Mineiro: 2022